# 宇治市立菟道第二小学校
宇治市立菟道第二小学校（うじしりつ とどうだいにしょうがっこう）は、京都府宇治市宇治琵琶にある公立小学校。

## 概要
宇治市政施行後初の小学校である。宇治市役所や宇治市文化センターなどに囲まれ、宇治市の中心的な場所に位置している。

## 沿革
- 1953年3月 - 宇治市立菟道小学校より分離、校名の決定
- 1953年4月 - 開校（当時14学級、631名）
- 1959年9月 - 校歌制定
- 1961年2月 - 希望の像建立除幕式
- 1980年3月 - 新校舎完成
- 1980年4月 - 新校舎で昭和55年度始業式（当時24学級、856名）
- 1980年9月 - プール竣工
- 2002年3月 - 校旗新調、ログハウス設置
- 2002年9月 - 民間委託開始、ランチルーム開設
- 2005年8月 - 校舎外壁改修・屋上防水
- 2011年11月 - 希望の像修復作業
- 2014年3月 - 体育館改修

## 教育方針
- 進んで学び 深く考える子
- 命を大切にする 思いやりのある子
- 強い心と体の 元気な子
- 力を合わせて やりぬく子

## 通学区域
- 宇治市
  - 宇治（池森・折居・玄斉・戸ノ内・弐番・琵琶・矢落・若森の全部及び壱番・宇文字・大谷・蔭山・下居・米阪・野神・半白・東山・樋ノ尻の一部）
  - 琵琶台の全域
  - 折居台一丁目・二丁目の全部

## 進学先中学校
- 宇治市立宇治中学校

## 校区内の主な施設
- 宇治市役所
- 宇治市文化センター
- 宇治市中央図書館

## 交通
- JR奈良線宇治駅より徒歩12分

## 通学区域が隣接している学校
- 宇治市立菟道小学校
- 宇治市立槇島小学校
- 宇治市立小倉小学校
- 宇治市立神明小学校
- 宇治市立大開小学校

## 著名な出身者
- 冠徹弥（歌手、THE冠）
- こやま たくや（歌手、ヤバイTシャツ屋さん[1]）
- 尾崎晟也（ラグビー選手、東京サントリーサンゴリアス所属）
- 尾崎泰雅（ラグビー選手、東京サントリーサンゴリアス所属）